# U-257
Unterseeboot 257 foi um submarino alemão do Tipo VIIC, pertencente a Kriegsmarine que atuou durante a Segunda Guerra Mundial.

## Comandantes
| Comandante        | Data                                            |
| ----------------- | ----------------------------------------------- |
| Kptlt. Heinz Rahe | 14 de janeiro de 1942 - 24 de fevereiro de 1944 |

## Subordinação
Durante o seu tempo de serviço, esteve subordinado às seguintes flotilhas:
| Período                                        | Flotilha                                  |
| ---------------------------------------------- | ----------------------------------------- |
| 14 de janeiro de 1942 - 30 de setembro de 1942 | 5. Unterseebootsflottille (treinamento)   |
| 1 de outubro de 1942 - 24 de fevereiro de 1944 | 3. Unterseebootsflottille (serviço ativo) |

## Operações conjuntas de ataque
O U-257 participou das seguinte operações de ataque combinado durante a sua carreira:
- Rudeltaktik Luchs (27 de setembro de 1942 - 6 de outubro de 1942)
- Rudeltaktik Falke (28 de dezembro de 1942 - 19 de janeiro de 1943)
- Rudeltaktik Landsknecht (19 de janeiro de 1943 - 28 de janeiro de 1943)
- Rudeltaktik Seewolf (25 de março de 1943 - 30 de março de 1943)
- Rudeltaktik Adler (7 de abril de 1943 - 13 de abril de 1943)
- Rudeltaktik Meise (13 de abril de 1943 - 20 de abril de 1943)
- Rudeltaktik Specht (21 de abril de 1943 - 25 de abril de 1943)